# Szim (Belaja)
A Szim (oroszul: Сим, baskír nyelven Эҫем) folyó Oroszországban, a Cseljabinszki terület nyugati szélén és Baskíriában; a Belaja jobb oldali mellékfolyója.

## Földrajz
Hossza: 239 km, vízgyűjtő területe: 11 700 km², évi közepes vízhozama (a torkolatnál): 145 m³/sec.
A Déli-Urál Amsar-hegységének északi lejtőjén, 500 m tengerszint feletti magasságban ered, a Cseljabinszki területen. Kezdetben észak felé tart, alacsony vízálláskor kb. 40 km hosszan föld alatti mederben folyik. Felső szakaszán keskeny völgyben, erdőkkel borított hegyek között halad. Lejjebb nyugatra fordul, majd a hegyek közül kiérve Baskíria területén végig délnyugati irányban, széles völgyben folyik, így éri el a Belaját.
Novembertől áprilisig befagy. Főként hóolvadék táplálja, tavasszal és kora nyáron folyik le éves vízhozamának kb. 66%-a.
Két jelentős bal oldali mellékfolyója a Lemeza (119 km) és az Inzer (307 km).
A folyó partján egymáshoz közel a Cseljabinszki terület Asai járásának három kisvárosa fekszik: Asa (járási székhely), Minyjar és Szim. Asa és Minyjar között a folyóvölgyben vezet az Ufa–Cseljabinszk vasútvonal egy rövid szakasza.
A Szim forrásvidékének több nagy barlangja közül leghíresebb az Ignatovszki-barlang, melyben paleolit kori sziklarajzokat találtak.